# Acanthosicyos
Acanthosicyos – rodzaj roślin z rodziny dyniowatych (Cucurbitaceae). Obejmuje 2 gatunki występujące w południowo-środkowej części Afryki, gdzie rosną na wydmach (także na Kalahari), stanowiąc źródło wody i dając jadalne owoce. 

## Systematyka
Pozycja według APweb (aktualizowany system APG III z 2009)
Jeden z rodzajów rodziny dyniowatych (Cucurbitaceae) z rzędu dyniowców (Cucurbitales) należącego do dwuliściennych właściwych.
Wykaz gatunków
- Acanthosicyos horridus Welw. ex Hook.f.
- Acanthosicyos naudinianus (Sond.) C.Jeffrey